# Latirismo
Il latirismo o neurolatirismo è  una sindrome neurotossica caratterizzata da disturbi nervosi comportamentali, convulsioni, e disturbi agli arti inferiori (paralisi) ed è attribuito all'abuso di legumi del genere cicerchia (Lathyrus), dopo lunghi periodi di assunzione.
Dovuta all'aminoacido β-N-Oxalyl-L-α,β-diaminopropionico acido, è diffusa soprattutto nel continente asiatico. Si tratta di una patologia clinicamente molto simile al konzo.
La causa è l'impedita maturazione del collagene in seguito al blocco della formazione di legami intermolecolari.
Il blocco interessa la sintesi di desmosina e isodesmosina, importanti nei legami crociati delle fibre elastiche.
Tale tipo di intossicazione appare come la causa della morte di Christopher McCandless, durante il suo soggiorno in Alaska, a seguito dell'ingestione di semi di Hedysarum alpinum.
L'assunzione come cibo dei semi cotti è nella tradizione di molte popolazioni umane, ed è anche nella cultura delle popolazioni italiane; dato che con la infusione in acqua e successiva accurata cottura i principi tossici sono degradati, possono essere - e di fatto sono, - correntemente consumati all'interno di una dieta variata che non ne preveda l'uso eccessivo o come fonte esclusiva di nutrimento. Nell'interno della Spagna (harina de almorta, a cui fa riferimento il quadro di Goya), la farina di cicerchia è usata per la preparazione dei piatti tradizionali, noti genericamente come gachas.